# Óstraco de Saqqara

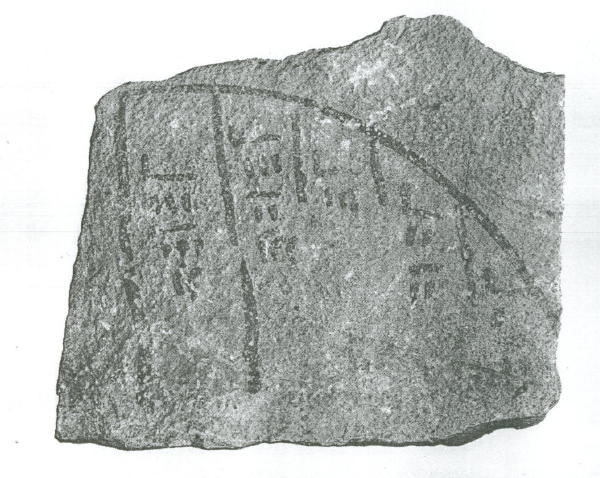
Óstraco de Saqqara

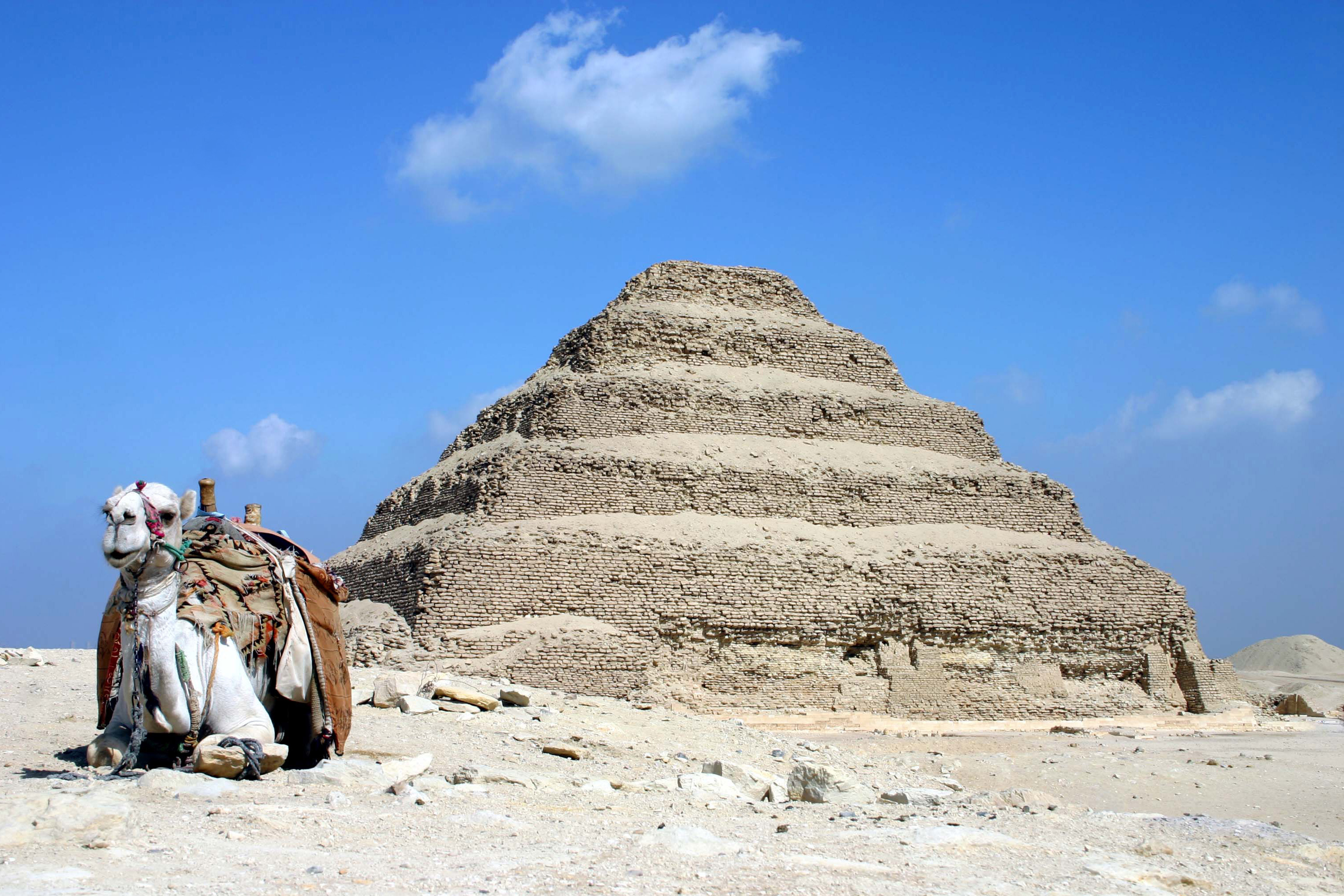
Pirámide escalonada de Saqqara

El óstraco de Saqqara es el nombre de un óstraco, una pieza originaria del antiguo Egipto que posiblemente contiene inscripciones de carácter arquitectónico y que se remonta al período de Zoser (siglo XXVII a. C.).
La pieza, anteriormente en el Museo de El Cairo, ahora se conserva en el Museo Imhotep en Saqqara.

## Hallazgo
La pieza fue excavada hacia 1925 junto a la pirámide de Zoser, en Saqqara, Egipto.

## Descripción
Es una lasca de piedra caliza aparentemente completa, aunque en algunas partes parece que se han perdido pequeñas porciones de la superficie. Mide (15 × 17,5 × 5) cm. Su datación más probable es el período de Zoser (~ siglo XXVII a. C.).

## Inscripciones
El óstraco menciona varias unidades utilizadas tradicionalmente para medir longitudes::
- Codos
- Palmos
- Dedos

## La curva
La curva se asemeja a un arco catenario,